# Regiunea Montana
Montana este o regiune (oblastie) din nord-vestul Bulgariei. Se învecinează cu regiunile Vidin, Vrața și Sofia. Este situată pe granița Bulgariei cu România. Reședința sa este orașul omonim. Cuprinde 11 obștine (comune):
- Berkovița
- Boicinovți
- Brusarți
- Vălcedrăm
- Vărșeț
- Gheorghi Dameanovo
- Lom
- Medkoveț
- Montana
- Ciprovți
- Iakimovo